# Hunter (équitation)
Pour les articles homonymes, voir Hunter.

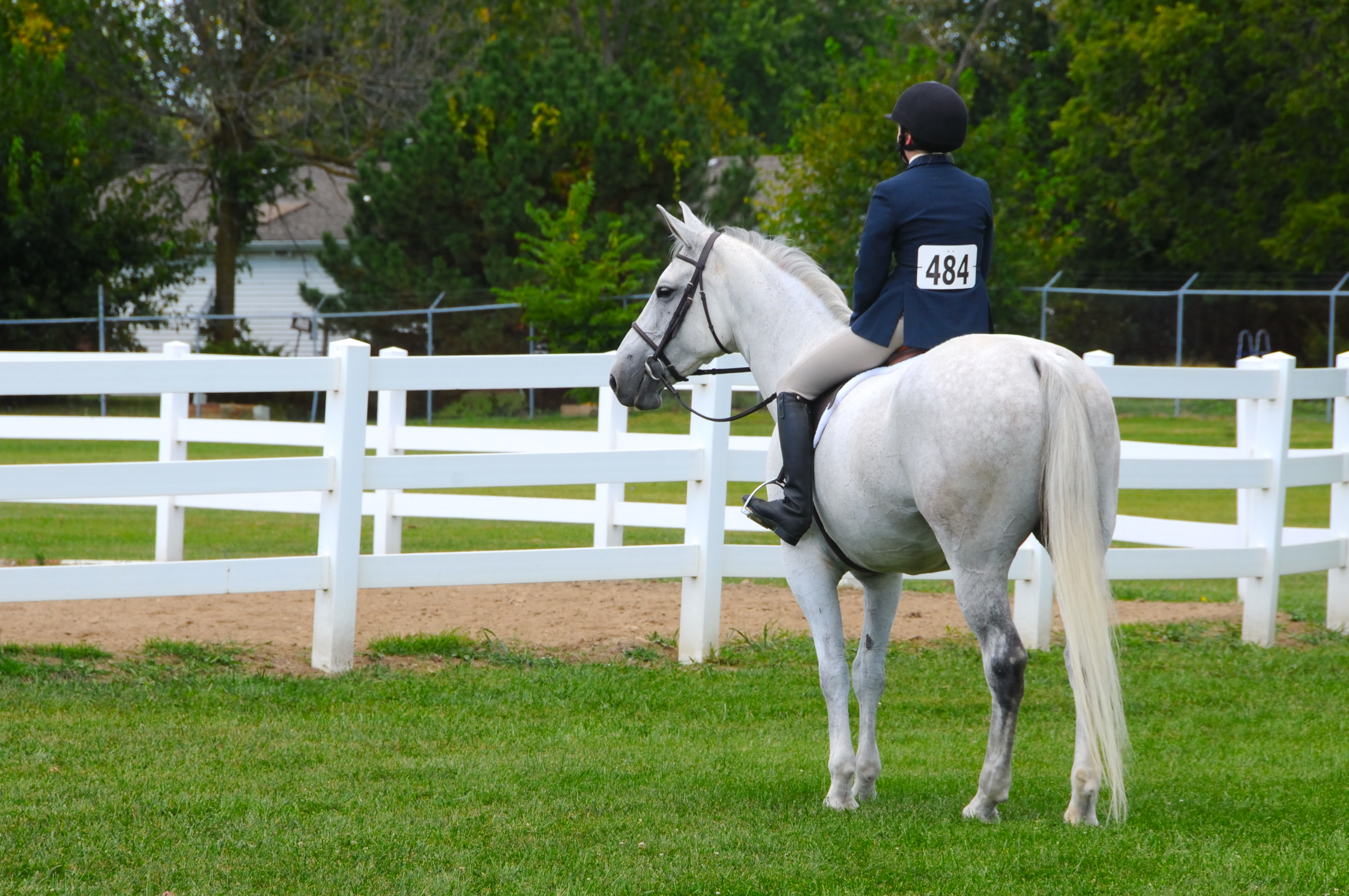
Compétition de hunter au Delaware Horse Show en 2010.

Le hunter est une discipline des sports équestres venue des États-Unis et introduite en France par Adeline Wirth.

## Description
Le Hunter consiste à enchaîner un parcours d’obstacles avec la plus grande harmonie possible. Le Hunter a été conçu à l'origine pour occuper les cavaliers de chasse à courre en dehors des périodes de vénerie. Cette origine explique la recherche de l'élégance dans le toilettage des chevaux et la tenue des cavaliers, ainsi que le profil des obstacles (massifs, naturels, appelés…). Les épreuves, tout comme en CSO (Concours de Saut d'Obstacles), se déroulent sur un terrain clos jalonné d’obstacles. Les barres et les éléments qui les composent sont mobiles et tombent s’ils sont percutés. Dès lors, il s’agit pour le couple cavalier-cheval d’effectuer le parcours de la manière la plus élégante et la plus fine possible.
Le hunter est différent du CSO. Ce n'est pas un classement de chevaux et de cavalier par rapport à leur vitesse, mais un classement par rapport à leur style. Le cavalier doit être parfaitement en entente avec son cheval, et vice versa.
Pour effectuer le classement, les juges notent les couples cavalier/cheval en points.
On peut considérer le hunter comme une compétition intermédiaire entre le dressage et le CSO.

## La compétition
Il existe deux différents types d'épreuves en compétition de hunter : le hunter style et le hunter équitation.
En France, un classement permanent est établi par la fédération française d'équitation pour ces compétitions.
Au Québec, les classes de hunter sont très fréquentes en concours. On peut même y participer aux Jeux du Québec. Ces classes sont très populaires et possèdent deux noms : Chasseur, noté sur le cheval et Équitation, noté sur le cavalier. L'habillement est très strict ; Le cheval ne peut pas avoir de guêtres (protections des membres) et sa crinière doit être tressée. Il doit avoir un tapis blanc et le cavalier se doit de porter un veston et une chemise blanche, en plus des pantalons beige ou blancs réglementaires de la fédération équestre du Québec.

### Hunter équitation
Il existe 3 sortes d'épreuves de hunter équitation :
- Les figures imposées : Ce sont des épreuves dans lesquelles l’obéissance du cheval et la dextérité du cavalier vont permettre de résoudre des difficultés sur le plat et à l’obstacle aux trois allures, des contrats techniques (figures imposées) sont imposés pour juger la qualité du dressage du cheval et la maîtrise technique du cavalier.
- La maniabilité : Ce sont des épreuves dans lesquelles la conduite et la franchise vont permettre de résoudre des difficultés de tracé.
- Le grand prix : Ce sont des épreuves pouvant comporter toutes les difficultés d’un Grand Prix de CSO avec plusieurs contrats de foulées imposés.

### Hunter style
Les épreuves hunter style permettent de juger le poney ou le cheval sur le modèle, la locomotion et le comportement, la technique et le style à l’obstacle par une note sur 20 points. Les épreuves commencent à partir de club 3. La hauteur de ces épreuves varie de 70 à 120cm. 
En hunter style, aucun contrat de foulées n’est imposé. Les obstacles doivent être appelés, montants, garnis, massifs et composés obligatoirement de trois plans. Le parcours doit comporter des lignes de deux obstacles ; exceptionnellement une ligne peut comporter trois obstacles sur un terrain de très grande dimension. Le premier et le dernier obstacle de la ligne seront loin du tournant pour permettre une ligne droite avant le premier obstacle et après le dernier obstacle. On peut mettre deux obstacles en courbe légère à condition qu’ils soient espacés de six foulées au
minimum.

### Tenue des concurrents et harnachement
La tenue des concurrents et le harnachement de leur monture en Hunter sont stricts.

#### Tenue des concurrents
Sont obligatoires :
- la veste de concours d'équitation ou le blouson fédéral homologué,
- les cheveux, si longs, attachés dans une résille,
- les bottes d’équitation ou l’ensemble jodhpurs et bottines, ou l’ensemble mini-chaps et bottines,
- les gants de couleur,
- les culottes unies (le blanc est à éviter),
- les cravates de ville pour les hommes, le tour de cou pour les femmes.

Sont interdits :
- les éperons à molettes dentées,
- les vestes rouges,
- les genouillères.

#### Harnachement et toilettage du cheval
Au niveau du harnachement, sont obligatoires :
- les pendants d’étrivières ne dépassant pas le quartier de la selle,
- les lanières de guêtres attachées,
- un tapis en forme de selle ou pas de tapis pour toutes les épreuves,
- des rênes sans arrêtoirs en épreuves Amateur.
- avoir des pions
- guêtres de la même couleurs que le cheval
- tapis foncé

Sont interdits :
- les rondelles,
- la martingale à anneaux,
- la muserolle allemande,
- capuchons, œillères, bonnets, matériels sur les montants du filet visant à réduire le champ visuel de la monture,
- les étrivières attachées à la sangle.

Pour les embouchures, seuls sont autorisés les mors simples (type aiguille, olive, verdun, etc.), le pelham et le baucher dans toutes les épreuves. La bride est admise dans les épreuves amateur.
Au niveau du toilettage, il est impératif que la crinière et le toupet soient nattés sans pompons ni élastiques de couleur vive sauf si la crinière est tondue, que les poils superflus soient enlevés aux oreilles et à l’auge, la queue doit être égalisée, épilée ou tressée, les fanons doivent être rasés et les châtaignes rognées. Le poil doit être brillant, signe de bonne condition physique, sans damier. Le cheval ou le poney doit être tondu (si nécessaire) l'hiver et son nez doit être propre et luisant.
Tout écart de présentation par rapport au harnachement ou au toilettage sera pénalisé dans les deux types d'épreuves.